# Left My Blues in San Francisco
Left My Blues in San Francisco, sorti en 1967, est le premier album studio de Buddy Guy. Charles Stepney, futur producteur et claviériste de Rotary Connection a fourni l'orchestration et joué de la batterie sur certaines pistes.

## Liste des pistes
| 1. | Keep It to Myself       | Sonny Boy Williamson | 2:30 |
| 2. | Crazy Love              | Willie Dixon         | 2:20 |
| 3. | I Suffer With the Blues | Guy                  | 2:44 |
| 4. | When My Left Eye Jumps  | Dixon, Al Perkins    | 3:53 |
| 5. | Buddy's Groove          | Barge                | 3:42 |

| 6.  | Goin' Home            | Dixon                      | 2:39 |
| 7.  | She Suits Me to a Tee | Guy                        | 2:14 |
| 8.  | Leave My Girl Alone   | Guy                        | 3:25 |
| 9.  | Too Many Ways         | Dixon                      | 2:14 |
| 10. | Mother-in-Law Blues   | Barge                      | 2:41 |
| 11. | Every Girl I See      | Dixon, Michael M.P. Murphy | 3:41 |

## Personnel
- Buddy Guy - chant, guitare électrique

musiciens et production
- Gene Barge - production, arrangements, saxophone ténor sur les pistes 1, 2, 7, 9, 10 et 11
- Lefty Bates - guitare sur la piste 4
- Milton Bland - saxophone ténor sur la piste 8
- Reggie Boyd - guitare basse sur les pistes 2, 9 et 11
- Malcolm Chisholm - éditeur
- Jarrett Gibson - saxophone ténor sur la piste 4
- Jerry Griffith - photo de couverture et design de l'album
- Lafayette Leake - orgue sur la piste 4
- Abe Locke - saxophone ténor sur la piste 4
- Ron Malo - ingénieur son
- Jack Meyers - basse sur la piste 4
- Matt Murphy - guitare sur les pistes 2, 8, 9 et 11
- Dave Purple - éditeur
- A.C. Reed - saxophone ténor sur la piste 8
- Leroy Stewart - basse sur la piste 8
- Charles Stepney - orchestration, batterie sur les pistes 1, 7 et 10
- Phil Thomas - batterie sur les pistes 2, 4, 9 et 11
- Sonny Turner - trompette on piste 4
- Bill Utterback - illustration
- Phil Upchurch - basse sur les pistes 1, 7 et 10
- Murray Watson - trompette sur la piste 4
- Unknown - saxophone baryton sur les pistes 1, 7 et 10 ; basse sur les pistes 3, 5 et 6; drums sur les pistes 3, 5, 6 et 8 ; guitare sur les pistes 1, 5, 7 et 10 ; orgue sur les pistes 3 et 8 ; piano sur les pistes 1, 2, 5, 6, 7, 9, 10 et 11 ; et sax ténor sur les pistes 1, 5, 6, 7 et 10[2].